# Paulus Martinus van Bijlevelt
Paulus Martinus van Bijlevelt (Vleuten, 11 november 1770 – aldaar, 1 december 1841) was een Nederlands politicus in het provinciale bestuur van Utrecht.

## Leven en werk
Van Bijlevelt werd in 1770 geboren als een zoon van de Vleutense brouwer en schepen Willem Hendrik van Bijlevelt en van Aleyda Odilia van Rietveld. Van 1796 tot 1798 was hij lid van het provinciaal bestuur van Utrecht en van 1798 tot 1799 was hij lid van het intermediair administratief bestuur van dezelfde provincie. In 1802 werd Van Bijlevelt beëdigd in de functie van heemraad van het Hoogheemraadschap van den Lekdijk Bovendams. In hetzelfde jaar was hij lid van het departementaal bestuur van Utrecht. Van 1805 tot 1807 was Van Bijlevelt lid van de raad van Financiën in het departement Utrecht. Van 1807 tot 1810 was hij assessor van het college van Landdrost en Assessoren van Utrecht. Van 1814 tot 1821 was Van Bijlevelt zowel lid van de Provinciale Staten van Utrecht als lid van de Gedeputeerde Staten van Utrecht.
Van Bijlevelt trouwde op 11 juni 1812 met Petronella Johanna Antonia Mouton. Hij kocht op 14 december 1811 van Maria Petronella van Lamsweerde de ridderhofstad Den Dam in het Utrechtse Vleuten. Op 20 juni 1820 verkocht hij het aan de luitenant-kolonel Jozef Leydel. Hij overleed in december 1841 op 71-jarige leeftijd in zijn woonplaats Vleuten.